# 広沢真臣
広沢 真臣（ひろさわ さねおみ、旧字体：廣澤 眞臣、天保4年12月29日（1834年2月7日） - 明治4年1月9日（1871年2月27日））は、日本の江戸時代末期（幕末）から明治の武士（長州藩士）、政治家。維新の十傑の1人。賞典禄は1,800石。

## 生涯

### 幕末
長州藩士・柏村安利の四男として誕生する。弘化元年（1844年）12月、同藩士・波多野直忠の婿養子となって波多野金吾と称した。同家の歴史については広沢家 (伯爵家)を参照。
藩校・明倫館に学び、嘉永6年（1853年）の黒船来航時には大森台場警衛のために出張。安政6年（1859年）には藩の軍政改革に参画するなど、尊攘派として活躍した。以後、藩世子毛利定広と共に入洛し、桂小五郎や久坂義助と共に、京都詰の事務方として尽力した。
元治元年（1864年）、長州藩は禁門の変、下関戦争、第一次征長と厄続きであったため、藩内の政権闘争で主戦派（主に正義派）が恭順派（主に俗論派）に敗れた結果、波多野も投獄されたものの（身の危険を感じて9月には辞職を願い出ているが、12月には捕縛されている）、正義派でなかったために処刑を免れた。慶応元年（1865年）、高杉晋作や伊藤春輔、山縣狂介ら正義派がクーデターによって藩の実権を掌握すると、中間派であった波多野が政務役として藩政に参加することとなった。同年4月4日、藩命によって広沢藤右衛門と改名し、更に翌月の5月6日には広沢兵助と改名した。
慶応元年（1865年）5月、下関で西郷隆盛との会談を控えている木戸孝允に対し、薩摩藩との付き合い方を心配しているが信じるに足るのなら同盟に賛成する旨の書簡を出す。会談は流れたものの、木戸が画策した武器調達が順調に進んでいることに安堵しているとともに、長州藩も確固とした方針を立てていかなければならないとする書簡を木戸宛に出す。同年10月、坂本龍馬と山口で会談し、薩摩藩へ兵糧米の手配と、薩摩藩が長州再征を止めるべく動いていることについて確認した。
同年10月、山口に来た広島藩士植田乙次郎らと会談する。これ以降広沢は、主に広島藩との交渉（薩長芸三藩盟約）、並びに広島藩を通しての幕府との交渉に尽力する。
慶応2年（1866年）8月末の第二次征長の講和交渉では、幕府側の勝海舟と安芸厳島にて交渉し、また、同年10月に坂本龍馬や薩摩藩の五代才助と会談して「商社示談箇条書」を作成し薩長国産貿易商社の設立に尽力する（後日、計画は破談）など、木戸の代理人かつ同僚として奔走し、慶応3年（1867年）10月には大久保利通らと共に討幕の密勅の降下にも尽力するなど倒幕活動を推進した。
慶応3年（1867年）12月9日、王政復古の大号令により新政府が樹立された。慶応4年（1867年）1月3日戊辰戦争が始まると同時に、広沢は新政府の下参与に任じられた。

### 明治
維新政府の発足後は、参与や海陸軍務掛、東征大総督府参謀を務め、その後、内国事務掛や京都府御用掛、参議を歴任。戊辰戦争では、米沢藩の宮島誠一郎と会談して会津藩「帰正」の周旋を建白させるなど、木戸と同様に寛典論者であった。明治2年（1869年）、復古功臣として木戸や大久保利通と同じ永世禄1,800石を賜り、民部官副知事や参議の要職を務めた。
明治4年（1871年）1月9日、東京府麹町富士見町私邸での宴会後の深夜、刺客の襲撃によって暗殺された。享年37。

## 死後
正三位を贈位される。明治12年（1879年）には維新の功を賞され、広沢家は華族に列せられた。華族令制定以前に華族に列した元勲の家系は、木戸家・大久保家と広沢家のみであった。明治17年（1884年）、嫡子金次郎に伯爵が授けられた。
墓所は当初長州藩の菩提寺であった芝区の青松寺に設けられたが、後に世田谷の松陰神社の吉田松陰の墓所の近くに改葬された。尚、墓所はブロック塀で囲まれており、立ち入ることはできない。
1921年（大正10年）2月24日、贈従二位
『広沢真臣日記』は、木戸や大久保の日記と並んで幕末維新史の一級資料として評価が高い。

## 暗殺事件
医師の検視によれば、傷は13ヶ所で咽喉には3ヶ所の突き傷があった。犯行後、同室にいた妾は捕縛されていたものの軽傷を負っただけで、現場の状況など不自然な点が多々見られた。横井小楠、大村益次郎に続く維新政府要人の暗殺であり、広沢を厚く信頼していた明治天皇は「賊ヲ必獲ニ期セヨ」という犯人逮捕を督促する異例の詔勅が発せられた。
広沢家の家令と妾に対する苛烈な捜査の結果、両者の密通や広沢家の私金流用の事実も判明した。明治8年（1875年）には陪審員列席による裁判が行われたものの、結局、両者は無罪となり釈放された。
多くの者がこの暗殺事件を迷宮入りと観念する中、木戸孝允だけは捜査を督促し続けた。捜査に関しては、小河一敏、雲井龍雄、その残党など、80数名が暗殺の容疑者として取り調べられたものの、下手人の特定にさえ至らず、真相は今日に至るまで不明である。
未解決事件であるため、暗殺の下手人・黒幕に関しては諸説あり、横井や大村の事件のように維新政府を快く思わない不平士族に狙われた説、あるいは旧幕府軍の残党によるものとする説が一般的である。
同じ長州出身の高官である木戸と広沢の折り合いが悪かったとして、当時から木戸やそれを支援する大久保などが暗殺の黒幕であるとする説があった。しかし、当時政府の枢要士族（木戸孝允・大久保利通・西郷隆盛・板垣退助・山縣有朋たち）は、廃藩置県の準備として御親兵を東京に集めるため、また自藩の藩政改革を更に推し進めるため、参議広沢真臣らに留守の東京を託して自藩や京、大坂などにしばしば赴くという状態であり、必ずしも広沢と木戸ら政府高官との折り合いが悪かったとはいえず、広沢の殺害を企てたとは考えにくい。
また、この事件の捜査の過程で新政府の外交方針の転換に反発した過激な攘夷派が同じ考えを持つ公家や久留米藩を担ぎ出してクーデターを計画した二卿事件も発覚している。

## 評価
- 木戸孝允
  - 「王政一新の際、只廣澤の一人、政府上に余を助くるものあり。今日の事（暗殺）を聴き、実に兄弟の難に逢ふと雖も此の如くの悼悟いかんと思ふ」
- 松平春嶽
  - 「頗る人物なれども、大久保、木戸の比にあらず。しかしながら、地方のことには大いに注意、大功労ある人なり。余が見る所にては、大久保・木戸・西郷・廣澤四人なくんば、此の御一新は出来まじく候」[6]
  - 「広沢参議は、木戸に次ぎたる英雄にして、すこぶる練熟し徳望ある也。衆人之望を帰し、威ありて不猛、勤王の志十分にして、その深切なるは誰々も感ぜぬものはなし。木戸と相伯仲せり」[6]
- 西郷隆盛
  - 「廣澤は温厚篤実の君子なり。他人の為、怨みを買うが如きなし。恐らく誤殺ならん」[7]
- 副島種臣
  - 「廣澤にして当時刺客の手に斃れず、木戸・大久保等と廟堂に並列せしむ乎、大久保といえど、独り其の権威を擅にすること能ざりしなむ」

## 一族
- 長男：金次郎（妻は子爵山尾庸三の娘）
  - 孫：真吾（妻豊子は侯爵大隈重信の養継嗣信常の娘）
  - 孫：直子（池田勇人に嫁ぐが昭和4年(1929年)に死去）
- 兄：柏村数馬 別名・信。山口藩権大参事[8]。藩主毛利敬親の世子元徳の側近であったことから広沢が世に出るきっかけを作った[9]）
- 甥：柏村庸之允（別名・庸。数馬の子。広沢の尽力により兵部省陸軍兵学寮派遣留学生に選抜され明治3年から5年間フランス・ベルギーで学び、帰国後陸軍学校教官を経て在独日本公使館附少佐として渡独、現地女性と結婚し軍を辞す[10]。明治21年（1888年）設立の「有限会社品川硝子会社」初代社長を務めたのち、晩年はベルリンで妻と宿屋を営む[11][10]）

## 関連作品
- 勝海舟 - 演：横内正 （NHK大河ドラマ、1974年）
- 花神 - 演：森川公也 （NHK大河ドラマ、1977年）※役名は「広沢兵助」
- 奇兵隊 - 演：山田永二 （日本テレビ年末時代劇スペシャル、1989年）※役名は「波多野金吾」
- 勝海舟- 演：田中隆三 （日本テレビ年末時代劇スペシャル、1990年）※役名は「広沢兵助」